# 昭和58年排出ガス規制
昭和58年排出ガス規制（しょうわ58ねんはいしゅつガスきせい）は、1983年（昭和58年）から1988年（昭和63年）にかけて日本国内で販売された直接噴射式のディーゼルエンジンを有する貨物自動車を対象に適用された自動車排出ガス規制である。

## 概要
直接噴射式ディーゼルエンジンを有する貨物車を対象に、1983年より実施された。本規制の識別記号はP- である。